# جاندو حمود
جاندو حمود (مواليد 24 ديسمبر 2001) هو لاعب كريكيت يلعب لصالح منتخب الكويت الوطني للكريكت. شارك لأول مرة في مباراة عشرينية دولية ضد منتخب البحرين للكريكيت في 23 يناير 2019، ضمن بطولة غرب آسيا 2019. في يوليو 2019، ضُمّ إلى تشكيلة الكويت المشاركة في النهائيات الإقليمية من تصفيات كأس العالم 2018–2019 آسيا التابعة للمجلس الدولي للكريكيت. شارك في مباراة الكويت ضد منتخب قطر للكريكت في 26 يوليو 2019، والتي فازت بها الكويت بفارق 10 أشواط.